# 미르푸아
미르푸아(Mirepoix)는 잘게 썬 채소, 소금, 후추, 향미용 식물, 때로는 고기를 넣어 만든 양념이다. 고기, 생선 요리에 풍미를 내기 위해 쓰인다.

## 같이 보기
- 에피스